# هدف گم‌شده (مجموعه تلویزیونی)
هدف گم‌شده نام یک مجموعهٔ تلویزیونی ایرانی به کارگردانی یوسف سیدمهدوی است که در سال ۱۳۷۳ تولید و از شبکه ۱ پخش گردید.

## خلاصه داستان
مهندس پویا، مدیر کارخانه‌ای بزرگ است که با مشکلات کاری و عدم سوددهی کارخانه مواجه است. او سخت تلاش می‌کند بر مشکلات غلبه کند و همین موضوع او را از رسیدگی به خانواده‌اش باز می‌دارد. برخورد او با استاد دانشگاهش، او را در حل مشکلات مصمم می‌سازد.

## بازیگران و عوامل تولید

### بازیگران
- جمشید مشایخی
- منوچهر حامدی
- عنایت‌الله بخشی
- رضا بنفشه‌خواه
- منصور والامقام
- حسن جوهرچی
- رضا فیاضی
- فریبا کوثری
- هما خاکپاش
- رحمان مقدم
- لوریک میناسیان
- فخرالدین صدیق‌شریف
- بهروز جعفری‌آریان
- فریبرز سمندرپور
- مهدی وثوقی راد
- بهروز زهره‌وند
- محمدحسن ذکایی
- ابوالفضل آهنگر
- اصغر محبی
- عسل نعمتی
- سهیلا نوری
- سهیلا انوری
- بهروز آریان
- منصور امامی

### عوامل تولید
- کارگردان: یوسف سیدمهدوی
- فیلمنامه: سینا سعیدوزیری (اقتباسی از کتاب هدف گم‌شده)
- تصویربردار: مجتبی رحیمی
- سرپرست گویندگان: ایرج رضایی
- فرمت تصویر: ۱۶ میلیمتری
- محصول: گروه اقتصادی شبکه ۱
- سال تولید: ۱۳۷۳